# Miquel Barceló i Roca
|  | «Miquel Barceló» redirigeix aquí. Vegeu-ne altres significats a «Miquel Barceló (desambiguació)». |

Miquel Barceló i Roca (Amer, Selva, 11 de març de 1949) és un polític i enginyer industrial català, diputat al Parlament de Catalunya en la VI i VII legislatures.

## Biografia
Es graduà en enginyeria industrial per la Universitat Politècnica de Catalunya i en econòmiques per la Universitat de Barcelona. És vicepresident executiu de la Fundació B-Tec Campus del Besòs i conseller d'Abertis Telecom. És membre del Col·legi d'Enginyers Industrials de Catalunya i del Col·legi d'Economistes de Catalunya, de 1985 a 1987 fou Sotsdirector general de Reglamentació del Ministeri d'Indústria d'Espanya i en 1987 director general de l'Institut Català de Tecnologia (ICT).
DE 1975 a 1979 va estar afiliat al PSUC. El 1999 s'integrà a Ciutadans pel Canvi. Ha estat elegit diputat pel PSC-Ciutadans pel Canvi a les eleccions al Parlament de Catalunya de 1999 i 2003. Ha estat president de la Comissió d'Indústria, Energia, Comerç i Turisme

## Obres
- Catalunya, un país industrial (2003)
- Innovación tecnológica en la industria: una perspectiva española (1994)
- Dentro de la caja negra: tecnología y economía (1993)
- Innovació tecnològica i indústria a Catalunya (1994)